# Dammartin-les-Templiers
Dammartin-les-Templiers é uma comuna francesa na região administrativa de Borgonha-Franco-Condado, no departamento de Doubs. Estende-se por uma área de 9,91 km². Em 2010 a comuna tinha 200 habitantes (densidade: 20,2 hab./km²).